# Liga de Ucrania de balonmano
La Superliga de Ucrania es la máxima categoría del balonmano en Ucrania.

## Palmarés
- 1991-92: HC CSKA Kiev
- 1992-93: ZTR Zaporiyia
- 1993-94: HC CSKA Kiev
- 1994-95: ZTR Zaporiyia
- 1995-96: Shakhtar Donetsk
- 1996-97: Shakhtar Donetsk
- 1997-98: ZTR Zaporiyia
- 1998-99: ZTR Zaporiyia
- 1999-00: ZTR Zaporiyia
- 2000-01: ZTR Zaporiyia
- 2001-02: Shakhtar Donetsk
- 2002-03: ZTR Zaporiyia
- 2003-04: ZTR Zaporiyia
- 2004-05: ZTR Zaporiyia
- 2005-06: HC Portovik
- 2006-07: ZTR Zaporiyia
- 2007-08: ZTR Zaporiyia
- 2008-09: ZTR Zaporiyia
- 2009-10: ZTR Zaporiyia
- 2010-11: ZTR Zaporiyia
- 2011-12: HC Dinamo Poltava
- 2012-13: Motor Zaporiyia
- 2013-14: Motor Zaporiyia
- 2014-15: Motor Zaporiyia
- 2015-16: Motor Zaporiyia
- 2016-17: Motor Zaporiyia
- 2017-18: Motor Zaporiyia
- 2018-19: Motor Zaporiyia
- 2019-20: Motor Zaporiyia
- 2020-21: Motor Zaporiyia

## Títulos por club
| Equipo                     | Campeonatos |
| -------------------------- | ----------- |
| ZTR Zaporiyia              | 14          |
| Motor Zaporiyia            | 9           |
| Shakhtar-Akademiya Donetsk | 3           |
| CSKA Kiev                  | 2           |
| Portovyk Yuzhne            | 1           |
| Dynamo Poltava             | 1           |

## Clubes 2017-18
- Motor Zaporiyia
- ZNTU-ZAS Zaporiyia
- ZTR Zaporiyia
- HC CSKA Kiev
- ZTR Burevisnik
- Shakhtar Donetsk HB
- Naek Netishyn
- Polytechnik
- Portovik